# História da dança
A dança possui uma origem muito antiga e esteve presente em praticamente todas as civilizações do mundo antigo. No modo de produção asiático, por exemplo, descobriu-se que a dança foi muito importante e reconhecida em algumas das civilizações que fizeram parte desse modo de produção.

## Civilizações
Os Astecas, que usavam a dança para a realização de matrimônios, funerais, eventos políticos, sacrifícios e rituais religiosos. no Egito era utilizada para funerais e para homenagear os deuses. Na China a dança era uma forma de arte pura, única e complexa. Ela podia ser representada através das artes marciais, dança folclórica e acrobática, que com passar do tempo, se tornou uma única forma de arte. Para os Maias a dança possuía uma forte relação com a crença, política, a história, a cultura e a religião. A dança em si estava totalmente relacionada com a religião dos Maias, e a prática da mesma ocorria nas cerimônias realizadas para os deuses. Já para a civilização Hindu, a dança era dividida em três categorias: a dança indiana clássica, a folclórica e a contemporânea. Cada uma delas era muito diversa, com vários estilos provenientes das diferentes culturas e regiões da Índia. No modo de produção escravista, recém estudado, a dança está bem evidente, principalmente nas civilizações romana e grega. Na Grécia antiga a dança estava presente em quase todos os setores da vida social: na religião, na educação, nas datas de comemorações, nos ritos agrários, nos estudos filosóficos e na vida cotidiana.

## Grécia e Roma Antiga

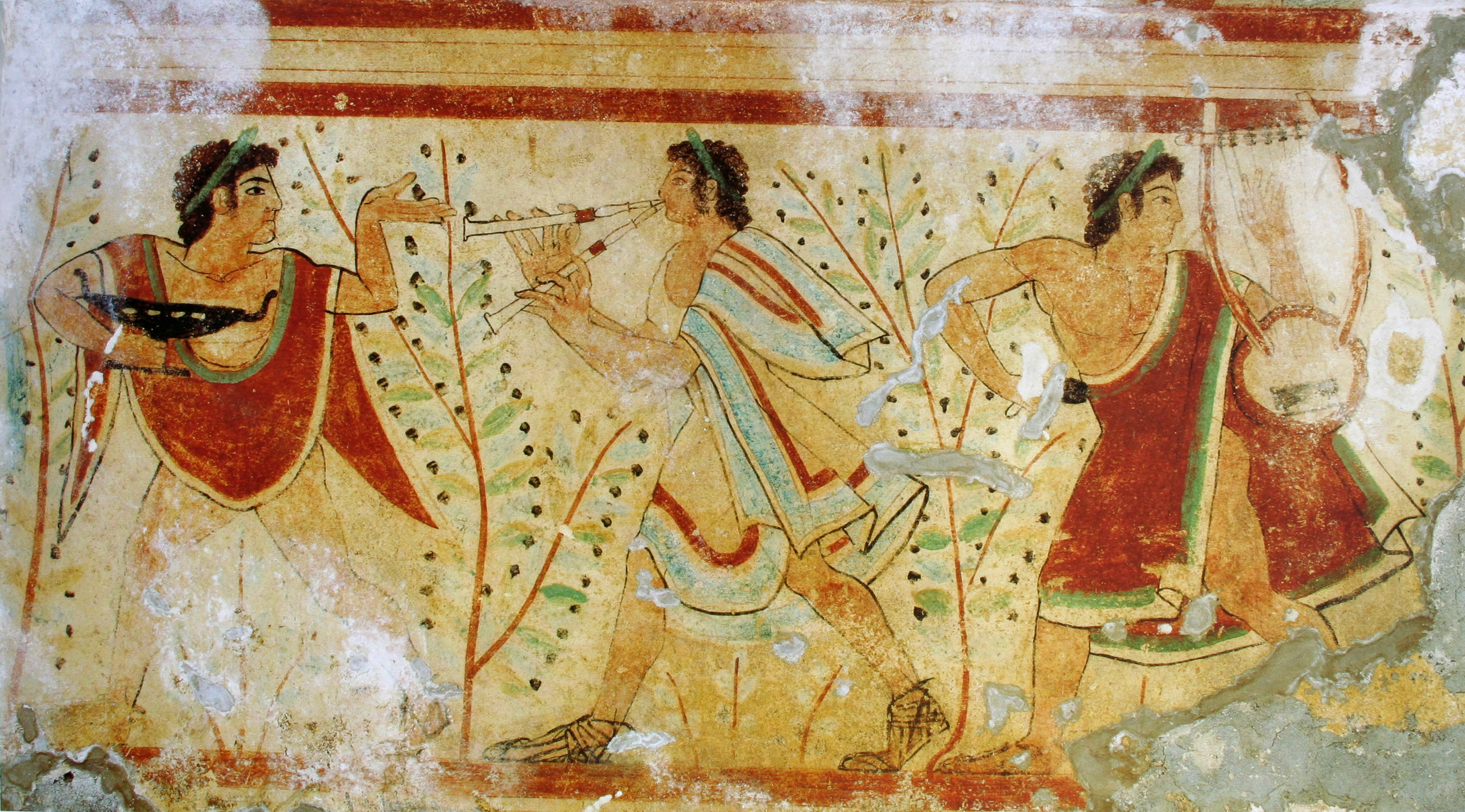
Danças antigas

A dança grega era fundamental para a formação e educação dos jovens gregos. Ele também dizia que a dança era um excelente meio de agradecer aos Deuses e honrá-los. As representações dramáticas gregas, surgiram em torno do ritual religioso à Dionísio, usando a poesia, a dança e a música em forma de ditirambo, drama satírico, comédia e tragédia. Na civilização romana a dança tinha um sentido bem claro e específico, tudo girava em torno dos Reis, República e Império. Quando Roma foi dominada pelos Etruscos, a dança passou a ter origem agrária, porém ainda se destacavam as danças guerreiras. A maior parte da população romana era de soldados, esses que desprezavam a dança, pois achavam que era algo intelectual, algo que não era compatível com o espírito de conquistador que eles possuíam, fazendo o mesmo com a poesia, as esculturas e a filosofia. Eles consideravam as lutas entre gladiadores, uma forma de arte aceitável. Toda a população se reunia nas arenas para assistir essas batalhas e torcer para o gladiador que achavam que iria vencer. No filme Pompeia, essa “arte” é bem retratada, principalmente na cena da luta dos escravos contra os soldados romanos, que era uma batalha bem comum, soldados contra escravos.
No baixo Império, na Roma, as artes se tornavam cada vez mais grosseiras, sendo representadas pela violência sádica do circo e a obscenidade da pantomima. A dança foi, assim, envolvida na corrupção do modo de vida romano. Antes da dança e de todas as outras formas de artes, serem banidas, existiam algumas peças de teatro, que eram muito famosas e que eram realizadas com bastante frequência, como por exemplo, “As Troianas”, que conta a história da rainha Hécuba, a esposa, a mãe e a avó dos personagens que foram mortos pela fúria dos gregos. E nas primeiras cenas podemos ver Hécuba se lamentando pela destruição de Tróia e pela morte do rei Príamo.

## A Dança em períodos medievais

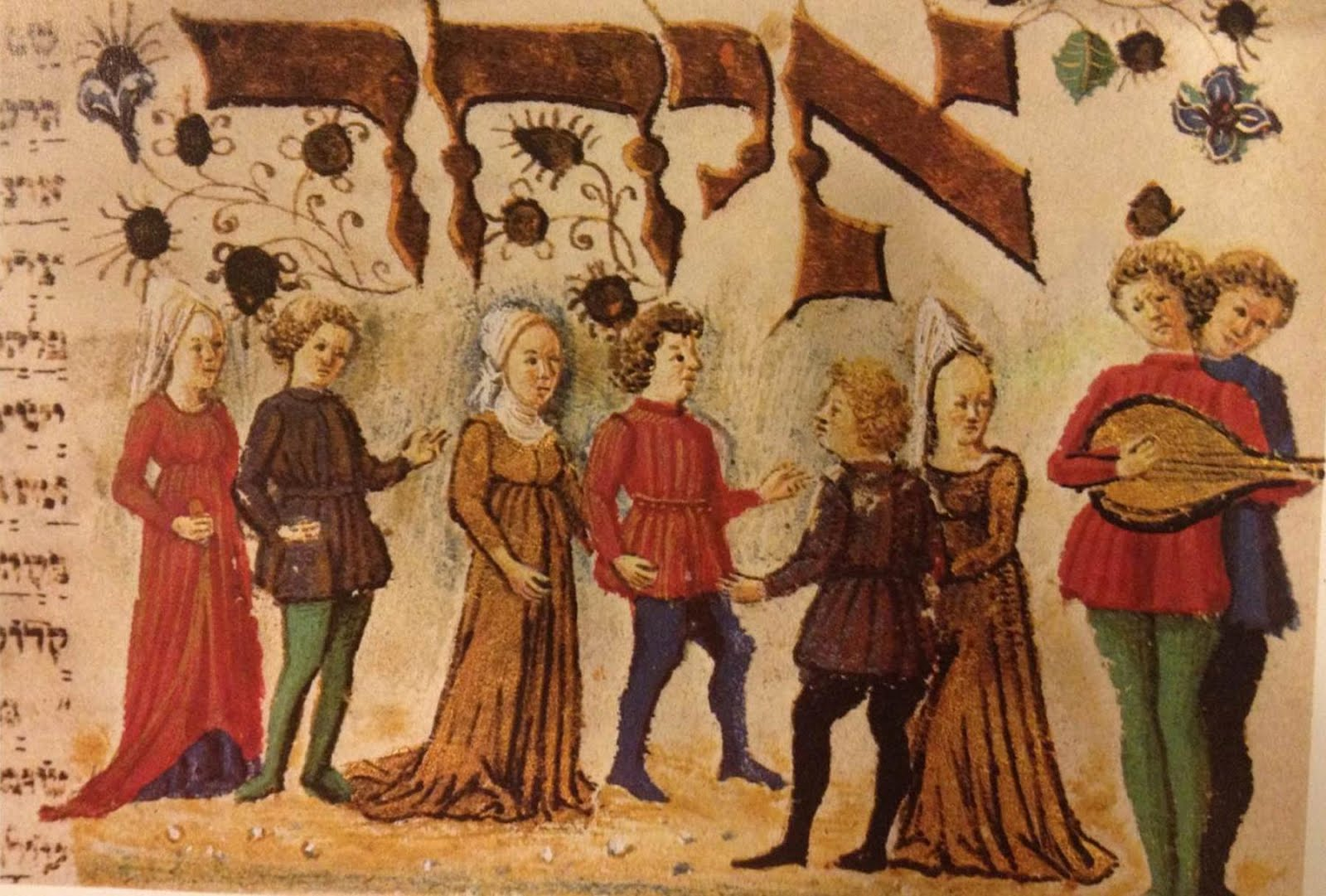
Dança no período medieval

A dança no contexto do feudalismo europeu, foi a época em que os movimentos intelectuais começaram a ganhar força, e também foi a responsável por uma ruptura na evolução da dança. A igreja Católica medieval, por não aceitar outras crenças, proibiu as danças que eram realizadas em honra aos deuses e a modernidade foi quem continuou o processo evolutivo apenas da dança recreativa. Dança essa que, mesmo não sendo proibida, era mal vista pelas autoridades, pois era dançada como uma manifestação individual. Portanto a dança não foi integrada à liturgia católica, ela não podia aparecer nas comemorações religiosas (BAZZOTTI, 2010).
Segundo Caldeira (2008) apesar das proibições, as pessoas dançavam em comemorações e em festas. Elas dançavam Carola (dança típica desta época) e o Tripudium, ao som de cantos Gregorianos e ritmadas com tambores. Eram danças populares, danças em grupos, em rodas ou fileiras. Buscando se diferenciar dos demais, as camadas privilegiadas, criaram as danças eruditas, que era separada das danças populares (Carola e Tripudium). A época da Guerra dos Cem Anos, da era medieval e da crise da igreja, a dança seguiu as referências do conhecido “século negro” (século XIV), variando seus ritmos e simbolizando a morte em seu sentido mais brutal. A Carola, por exemplo, que era considerada a dança da alegria, tornou-se uma dança macabra, muitas vezes dançada em cemitérios. A única dança que era permitida era a realizada em espetáculos, a dos nobres, as outras eram consideradas danças de rituais. A dança só voltou a florescer no Renascimento, quando surgiu uma nova atitude em relação ao dualismo cristão, e os valores da vida e do corpo foram novamente exaltados. A dança passou a ser mantida nos guetos, pois continuou a ser rejeitada pela sociedade oficial da igreja.

## Mercantilismo
Aprofundando melhor sobre os conhecimentos desta era e ao avançarmos mais algumas décadas, nós chegamos nos períodos do mercantilismo (era das navegações) e do Brasil Colonial, onde a dança e todas as outras formas de arte, se tornaram heranças culturais, pelo contato com diferentes etnias, fornecendo assim novos elementos e temáticas (ABREU, 2004).

### Brasil
A dança no Brasil era realizada pelos indígenas, que utilizavam a mesma para comemorações religiosas e rituais, celebrações da chegada da puberdade, para espantar doenças ou até mesmo em funerais (TOLEDO, 2000). As mais conhecidas eram o Toré e o Kuarup. Essas tinham uma importância social, que tinham a ver com os costumes das tribos. Com a chegada dos espanhóis e portugueses, a dança tradicional indígena, passou a se misturar com as dos brancos, tendo relatos de que os jesuítas às ensinavam aos índios para apresentarem. 
A dança afro surgiu no Brasil Colonial, trazida pelos africanos, que foram retirados de seu país de origem para serem escravizados em solo brasileiro. Esse estilo de dança surgiu da composição de tribos africanas e indígenas, que também foram responsáveis pela criação do Candomblé, que deram origem à dança dos Caboclos (BRANDÃO, 2009). Conforme Brandão (2009), a presença dos africanos tornou a cultura brasileira muito mais rica. 